# COPS5
COPS5 (англ. COP9 signalosome subunit 5) – білок, який кодується однойменним геном, розташованим у людей на короткому плечі 8-ї хромосоми. Довжина поліпептидного ланцюга білка становить 334 амінокислот, а молекулярна маса — 37 579.
| 10         |  | 20         |  | 30         |  | 40         |  | 50         |
| ---------- |  | ---------- |  | ---------- |  | ---------- |  | ---------- |
| MAASGSGMAQ |  | KTWELANNMQ |  | EAQSIDEIYK |  | YDKKQQQEIL |  | AAKPWTKDHH |
| YFKYCKISAL |  | ALLKMVMHAR |  | SGGNLEVMGL |  | MLGKVDGETM |  | IIMDSFALPV |
| EGTETRVNAQ |  | AAAYEYMAAY |  | IENAKQVGRL |  | ENAIGWYHSH |  | PGYGCWLSGI |
| DVSTQMLNQQ |  | FQEPFVAVVI |  | DPTRTISAGK |  | VNLGAFRTYP |  | KGYKPPDEGP |
| SEYQTIPLNK |  | IEDFGVHCKQ |  | YYALEVSYFK |  | SSLDRKLLEL |  | LWNKYWVNTL |
| SSSSLLTNAD |  | YTTGQVFDLS |  | EKLEQSEAQL |  | GRGSFMLGLE |  | THDRKSEDKL |
| AKATRDSCKT |  | TIEAIHGLMS |  | QVIKDKLFNQ |  | INIS       |  |            |

A: Аланін

C: Цистеїн

D: Аспарагінова кислота

E: Глутамінова кислота

F: Фенілаланін

G: Гліцин

H: Гістидин

I: Ізолейцин

K: Лізин

L: Лейцин

M: Метіонін

N: Аспарагін

P: Пролін

Q: Глутамін

R: Аргінін

S: Серин

T: Треонін

V: Валін

W: Триптофан

Кодований геном білок за функціями належить до гідролаз, протеаз, металопротеаз. 
Задіяний у такому біологічному процесі, як ацетилювання. 
Білок має сайт для зв'язування з іонами металів. 
Локалізований у цитоплазмі, ядрі, клітинних контактах, цитоплазматичних везикулах, синапсах.